# Hypatopa acus
Hypatopa acus  (лат.) — вид мелких молевидных бабочек рода Hypatopa из семейства сумрачные моли (Blastobasidae, Gelechioidea). Эндемик Коста-Рики (Центральная Америка). Длина передних крыльев от 4,4 до 4,7 мм. Окраска передних крыльев палево-коричневая с примесью коричневато-оранжевых чешуек; задние крылья, скапус усика и хоботок палево-коричневые. Обладает сходством с видом Hypatopa crux, отличаясь от него деталями строения гениталий. Вид был впервые описан в 2013 году американским лепидоптерологом Дэвидом Адамски (David Adamski, Department of Entomology, Национальный музей естественной истории, Смитсоновский институт, Вашингтон). Название вида происходит от латинского слова acus (игла).